# سورن ریسی
سورن ریسی (انگلیسی: Søren Reese؛ زادهٔ ۲۹ ژوئیهٔ ۱۹۹۳) بازیکن فوتبال اهل دانمارک است که در باشگاه فوتبال میتیولن بازی می‌کند.